# Édouard Gagnon
Édouard Gagnon (Port-Daniel, Canadá, 15 de enero de 1918 - 25 de agosto de 2007) fue un cardenal canadiense, prefecto del Consejo Pontificio para la Familia y presidente del Comité Pontificio para los Congresos Eucarísticos Internacionales.

## Biografía

### Primeros años y formación
Nació en Port-Daniel, diócesis de Gaspé.
En 1936 comenzó sus estudios de Teología en el Seminario Mayor de Montreal. En 1940 recibió la Licenciatura en Teología , al año siguiente,  un doctorado. En 1944 obtuvo el doctorado en Derecho Canónico por la Universidad Laval de Quebec. 

### Sacerdocio
Fue ordenado sacerdote el 15 de agosto de 1940.
A partir de 1944, comenzó a enseñar Teología moral y Derecho canónico.
En 1954,  fue nombrado rector del seminario mayor de San Bonifacio (Manitoba). También participó como perito en la fase conclusiva del Concilio Vaticano II. A partir de entonces, fue superior mayor de los Sulpicianos de Canadá, Japón y América Latina.

### Episcopado
El 19 de febrero de 1969 fue elegido obispo de St. Paul en Alberta y recibió la ordenación episcopal 25 de marzo del mismo año. El 3 de mayo de 1972 fue nombrado Rector del Pontificio Colegio Canadiense en Roma. Menos de un año después, el papa Pablo VI lo llamó para guiar, como presidente, el Comité para la Familia. En 1974, fue jefe de la delegación de la Santa Sede en la Conferencia Internacional sobre Población en Bucarest.
Con la creación del Consejo Pontificio para la Familia, se convirtió en miembro en 1981 y luego en 1983 fue nombrado propresidente y elegido, el 7 de julio, arzobispo titular de Giustiniana Prima.

### Cardenalato
Fue creado y proclamado cardenal por Juan Pablo II en el consistorio del 25 de mayo de 1985, con el título de S. Marcello (San Marcelo).
De 1985 a 1990 fue Presidente del Consejo Pontificio para la Familia y, de 1991 a 2001, presidente del Comité Pontificio para los Congresos Eucarísticos Internacionales.

## Obras
- La censure des livres, Quebec, 1945.
- Les vertus théologales, Montréal, 1960.
- Les vertus cardinales, Montréal, 1962.
- Les sacrements, Montréal, 1962.